# II-49
Die II-49 (bulgarisch Републикански път ІІ-49 Republikanski pat II-49, „Republikstraße II-49“) ist eine Hauptstraße (zweiter Ordnung) in Bulgarien.

## Verlauf
Die Straße zweigt nördlich von Targowischte (bulgarisch Търговище) von der Straße I-4 ab und führt nach Norden durch die Donautiefebene an Dawidowo (Давидово) und Bistra (Бистра) vorbei, kreuzt die Straße II-51 und führt über Trapischte (Трапище) und Manastirsko (Манастирско) an den Stadtrand von Rasgrad (bulgarisch Разград). Am Ostrand der Stadt trifft die II-49 nach Querung des Flusses Beli Lom (Бели Лом) auf die Fernstraße I-2, von der sie im Norden von Rasgrad wieder nach Norden abzweigt. Sie führt durch die Landschaft Ludogorie an Straschez (Стражец) vorbei und über die Eisenbahnstrecke sowie durch Kitscheniza (Киченица) und erreicht in Toptschii (Топчий) das Tal der Toptschiiska reka (Топчийска река), dem sie bis Kamenowo (Каменово) folgt. Von dort setzt sie sich nach Kubrat (bulgarisch Кубрат) fort, wo sie die Sraße II-23 kreuzt, und führt über Sadruga (Задруга) nach Staro Selo (Старо село). Die Straße führt weiter zur II-21. Sie verlängert sich, allerdings nicht mehr als Republikstraße, in das Zentrum von Tutrakan (bulgarisch утракан) und zur Donaufähre in das rumänische Oltenița und zur rumänischen Straße Drum național 4.